# Сюрногуртское (сельское поселение)
Сюрногуртское — упразднённое муниципальное образование со статусом сельского поселения в Дебёсском районе Удмуртии Российской Федерации.
Административный центр — деревня Сюрногурт.
Законом Удмуртской Республики от 30.04.2021 № 40-РЗ к 23 мая 2021 года упразднено в связи с преобразованием муниципального района в муниципальный округ.

## История
Статус и границы сельского поселения установлены Законом Удмуртской Республики от 14 июля 2005 года № 45-РЗ «Об установлении границ муниципальных образований и наделении соответствующим статусом муниципальных образований на территории Дебёсского района Удмуртской Республики»

## Население
| 2010 | 2012 | 2013 | 2014 | 2015 | 2016 | 2017 |
| ---- | ---- | ---- | ---- | ---- | ---- | ---- |
| 869  | ↗881 | ↘866 | ↘858 | ↘828 | ↘805 | ↘764 |
| 2018 | 2019 | 2020 |      |      |      |      |
| →764 | →764 | ↘758 |      |      |      |      |

## Состав сельского поселения
| № | Населённый пункт | Тип                             | Население |
| - | ---------------- | ------------------------------- | --------- |
| 1 | Бадзимошур       | деревня                         | ↗67       |
| 2 | Ирым             | деревня                         | ↗143      |
| 3 | Наговицыно       | деревня                         | ↗37       |
| 4 | Нюровай          | деревня                         | ↘51       |
| 5 | Смольники        | деревня                         | ↘53       |
| 6 | Сюрногурт        | деревня, административный центр | ↗530      |